# Макгайвер
Макгайвер (англ. MacGyver) — популярний американський телесеріал (1985—1992) в жанрі пригодницького бойовика.

## Сюжет
Протягом семи сезонів серіалу, головний герой Ангус Макгайвер виконує різноманітні завдання, використовуючи свою надрозвинуту кмітливість
- Сезон 1: 24 серії
- Сезон 2: 20 серій
- Сезон 3: 20 серій
- Сезон 4: 19 серій

## Герої та актори
Ангус МакГайвер (Річард Дін Андерсон) — дуже розумний, оптимістичний герой дії, з тих хто надає перевагу мирному вирішенню конфліктів там, де це можливо. Він відмовляється від виконання завдань або використання пістолета через важкий спогад з дитинства про гру з револьвером, яка призвела до смерті людини — його друга Джессі (правда, в найпершій серії виразно видно, як МакГайвер стріляє по ворогах з автомата АК-47). Його зброя — це кмітливість і знання (зі сфери фізики, хімії, біології і трішки психології). Єдиний його вірний «напарник» — швейцарський армійський ніж. МакГайвер використовує підручні засоби, щоби вибиратися з екстремальних ситуацій: може знешкодити скріпкою ракету «земля-повітря», приготувати вибухівку з садових добрив, зробити скафандр з розплавленого садового шланга, змайструвати детектор брехні з будильника та приладу для вимірювання тиску.
Одначе (окрім цього неординарного таланту) МакГайвер притягує своєю людяністю та бажанням допомогти незнайомим людям. МакГайвер виявляється втягнутим в коловорот небезпечних подій з благих намірів. Кожний епізод — це захоплива історія, із феєричними сюжетними вигадками. МакГайвер — людина з унікальними здібностями, без визначеної професії (моя професія… приблуда! відповів МакГайвер в одній з серій), який мандрує світом, безкорисливо допомагаючи людям і попадаючи в екстремальні ситуації.
І чим складніша ця екстремальна ситуація, тим цікавіший і гідний буде вихід з неї.
Піт Торнтон (Дана Елкар) — бос і найкращий друг МакГайвера. Коли Піт займає посаду директора з операцій на Phoenix Foundation декілька років згодом, він приводить МакГайвера в програму. В список його основних занять можна внести звільнення Мака з в'язниць та інших халеп, в які він вскакує. У Піта є син на ім'я Майкл.

## Повнометражні фільми
Висока популярність серіалу призвела до рішення зняти два повнометражних телевізійних фільми: Макгайвер: Втрачені скарби Атлантиди та Макгайвер: Шлях до кінця світу. Обидва фільми вийшли у 1994 році.

## Вплив на культуру
- У мультсеріалі «Сімпсони» тітки Патті і Сельма є відданими шанувальниками серіалу і навіть одного разу викрадають виконавця головної ролі Річарда Діна Андерсона зі з'їзду фанатів серіалу «Зоряна брама».
- У серіалі «Зоряна брама: Атлантида)» один з героїв — Родні МакКей, коли його змушують ремонтувати космічний човник («стрибун») на іншій планеті без будь-яких запчастин, відповідає: «Я ж вам не Макгайвер».
- В одній із серій другого сезону телесеріалу «Альф» перед початком показується декілька старих кадрів смертельних трюків на автомобілях, що коментуються головним героєм так: «о, вибачте — це кадри не нашого серіалу, це з нового „Макгайвера“».
- Один із випусків науково-популярного шоу «Руйнівники міфів» цілком присвячений цьому телесеріалу. Був розглянутий, наприклад, політ на літаку з бамбука.
- У відеогрі Broforce є персонаж Макбровер — пародія на Макгайвера.[2]
- Після російського вторгнення 2022 року західні ЗМІ дали Збройним Сила України прізвисько «армія МакГайвера», маючі на увазі здатність українських вояків до вміння ефективно використовувати обмеженні засоби для ведення бойових дій[3].